# IPROVIPE I
IPROVIPE I är en ort i Mexiko.   Den ligger i kommunen Tequila och delstaten Jalisco, i den centrala delen av landet, 500 km väster om huvudstaden Mexico City. IPROVIPE I ligger 1 185 meter över havet och antalet invånare är 112.
Terrängen runt IPROVIPE I är huvudsakligen kuperad, men söderut är den bergig. Runt IPROVIPE I är det ganska tätbefolkat, med 83 invånare per kvadratkilometer. Närmaste större samhälle är Tequila, 1,3 km väster om IPROVIPE I. I omgivningarna runt IPROVIPE I växer huvudsakligen savannskog.